# Neoregelia kuhlmannii
Neoregelia kuhlmannii är en gräsväxtart som beskrevs av Lyman Bradford Smith. Neoregelia kuhlmannii ingår i släktet Neoregelia och familjen Bromeliaceae. Inga underarter finns listade i Catalogue of Life.